# Thème (musique)
Pour les articles homonymes, voir thème.

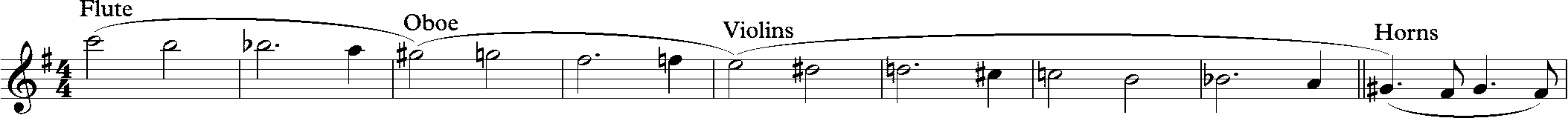
Wagner, la musique du sommeil de l'Acte 4 de Die Walküre

En musique, un thème est un dessin musical constitué d'une mélodie, d'une succession d'accords, ou d'un rythme formant le motif d'une composition musicale. Cette idée musicale est l'objet de reprises, d’embellissement (ornements), de modification (variations, modulation), opposée ou superposée à d'autres thèmes dans la construction musicale d'un mouvement ou d'une œuvre entière. Par exemple, le thème de la cinquième symphonie de Beethoven est constitué du motif de quatre notes qui introduit l'œuvre. Le Boléro de Maurice Ravel présente deux thèmes : l'ostinato rythmique présent durant toute la pièce, et le thème mélodique joué d'abord à la flûte.
Un thème musical est choisi pour être facilement repérable, identifiable et mémorisable. À cause de cette propriété et de sa répétition dans l'œuvre, c'est ce que le public retient.
Dans le cadre du contrepoint, le thème est désigné « sujet » de la fugue.

## Étymologie
Le mot thème provient du nom latin thema, qui lui-même provient d'un mot grec, se traduisant par « ce qui est posé ».

## Cas particuliers

### Jazz
En jazz, la ligne mélodique harmonisée qui sert de matériel de départ pour l'improvisation. En jazz « classique » (swing, bebop…), les solistes improvisent sur la grille harmonique du thème. Dans l'absolu, n'importe quel morceau peut servir de « thème » (standard de jazz, chanson populaire, musique de film, morceau classique…) donc de support à l'improvisation. Cependant un grand nombre de thèmes de jazz sont bâtis sur des structures de 12 mesures (blues) ou de 32 mesures (A-A'-B-A — voir Anatole (musique) — ou A-B-A'-C). Un exemple de thème célèbre de Jazz est The Pink Panther Theme de Henry Mancini.

### Musique de film et autres productions audiovisuelles
Dans les musiques de film (et plus largement dans d'autres productions audiovisuelles comme les séries télévisées ou les jeux vidéo, le thème musical donne une unité à l'œuvre cinématographique. Par exemple, le thème musical des films de James Bond se retrouve dans tous les films : James Bond Theme. La mélodie, une harmonie ou un rythme est repris plusieurs fois et cela donne un thème.